# La regina dei castelli di carta (film)
La regina dei castelli di carta (Luftslottet som sprängdes) è un film del 2009 diretto da Daniel Alfredson.
Il soggetto è tratto dall'omonimo best seller di Stieg Larsson.
La pellicola è uscita nelle sale svedesi il 29 novembre 2009 e in quelle italiane il 28 maggio 2010,
Si tratta dell'ultimo capitolo dell'iniziale trilogia Millennium (tratto dalla serie omonima) e costituisce il seguito di La ragazza che giocava con il fuoco (settembre 2009) e, ancora prima, di Uomini che odiano le donne (febbraio 2009).
Il film ha incassato 44 milioni di dollari.

## Trama
Lisbeth Salander, sopravvissuta al confronto con il padre e alla furia del fratellastro, viene ricoverata in ospedale con un proiettile in testa, in fin di vita. Anche suo padre, Alexander Zalachenko, è ricoverato nello stesso ospedale. A un passo dalla morte e a due camere dalla stanza di Zalachenko, la ragazza rappresenta una grave minaccia per la Sezione, ramo deviato e criminale della SÄPO (i servizi segreti svedesi).
Sfinita dagli abusi e dai soprusi, Lisbeth è decisa a rivelare al mondo le mostruosità commesse dal padre e dallo spregevole dottor Peter Teleborian, lo psichiatra che l'ha avuta sotto controllo durante l'internamento subìto nel corso della sua adolescenza dopo aver dato fuoco al padre, e ora disposto, in concerto con gli esponenti della Sezione, a redigere a suo danno una falsa perizia, da produrre nel corso del processo che Lisbeth dovrà subire, e che ha lo scopo di farla internare nuovamente sotto la sua sorveglianza medica.
Per salvaguardare Zalachenko, preziosa fonte di informazioni, e il loro circolo corrotto operativo dagli anni settanta, i “servizi” organizzeranno una violenta rappresaglia. A difesa della verità e della vita di Lisbeth, ancora una volta sarà Mikael Blomkvist a correre in suo aiuto per difenderla, sia dagli attentati nei suoi confronti, sia dalle accuse di tentato omicidio verso suo padre che le vengono mosse dalla polizia. La sua inchiesta denuncerà i colpevoli, riportando al centro dell'attenzione e del suo cuore la problematica Lisbeth.